# Джордж Карвър
Джордж Вашингтон Карвър е американски химик, учен и ботаник. Точната дата на раждането му не е известна, но се предполага че е роден през януари 1864 в щата Мисури. Карвър е работел предимно по развитието на различни посеви с цел повишаване ефективността на фермерството, търсейки начин за създаването на различни продукти от определен посев.

## Ранни години
Карвър е роден в Даймънд, Мисури през 1864 година, бил е роб на немско-американския емигрант Мозес Карвър. По-късно Карвър бил освободен от робство, но в училището в Даймънд не приемали негри и той трябвало да ходи 25 км където тогава е било най-близкото училище за черни. За да бъде приет в колеж Карвър изпращал безбройни писма до коллежа Хайланд в Канзас. Той най-накрая бил приет и завършил специализация Биология.

## Разработки на Карвър
Карвър разработил най-много продукти от фъстък. Той разработил над 100 продукта с фъстъци козметика, храна, препарати, включително и много известното в днешни дни фъстъчено масло.